# Merenius yemenensis
Merenius yemenensis là một loài nhện trong họ Corinnidae.
Loài này thuộc chi Merenius. Merenius yemenensis được J. Denis miêu tả năm 1953.